# 易卜拉欣·阿布德
易卜拉欣·阿布德（阿拉伯语：‎，1900年10月26日—1983年9月8日），是苏丹共和国的职业军人、政治家，参加过二战，1958年11月发动军事政变，之后担任总理、武装部队最高委员会主席、国防部长兼武装部队总司令、总统。